# ミルナー数
数学では、特に特異点論では、ジョン・ウィラード・ミルナー(John Willard Milnor)の名前にちなんだミルナー数(Milner number)は、函数の芽(germ)の不変量である。
f を複素数に値をとる正則函数の芽とすると、f のミルナー数は μ(f) と書いてゼロかまたは正の整数であるか無限大の値をとる。ミルナー数は微分幾何学的な不変量とも考えられるし、代数幾何学的な不変量とも考えられる。これが何故、代数幾何学や特異点論で重要な役割を果たすのであろうか？

## 幾何学的解釈
正則な複素数値函数 f の芽を考えると、
{\displaystyle f:(\mathbb {C} ^{n},0)\to (\mathbb {C} ,0)\ .}
このようにすると、複素数 {\displaystyle z_{1},\ldots ,z_{n}} の n-個の組をとり、複素数の値 {\displaystyle f(z_{1},\ldots ,z_{n})} ととる。これを {\displaystyle z:=(z_{1},\ldots ,z_{n})} と書くことにする。
第一階数(order)の偏微分 {\displaystyle \partial f/\partial z_{1},\ldots ,\partial f/\partial z_{n}} が {\displaystyle z=z_{0}} ですべてゼロとなるときに、f は {\displaystyle z_{0}\in \mathbb {C} ^{n}} で特異であるという。名称が示唆しているように、{\displaystyle z_{0}} の充分に小さな近傍 {\displaystyle U\subset \mathbb {C} ^{n}} が存在して、{\displaystyle z_{0}} が U の中で唯一の特異点となるときに、特異点 {\displaystyle z_{0}\in \mathbb {C} ^{n}} は孤立していると言う。{\displaystyle z_{0}} が特異点であり、かつ、次の式の第二階数(order)のすべての偏微分のヘッシアン（ヘッセ行列ともいう）が {\displaystyle z_{0}} でゼロ行列式であるときに、その点を退化している、あるいは f は退化特異点を持つと言う。
{\displaystyle \det \left({\frac {\partial ^{2}f}{\partial z_{i}\partial z_{j}}}\right)_{1\leq i\leq j\leq n}^{z=z_{0}}=0.}
f が原点 0 で退化した特異点を持っていると仮定する。この退化特異点の多重度は、いくつの数の点が無限小に張り合わされているかと考えることにより得られる。ここである安定な方法での f の像を摂動させて、0 での孤立した退化特異点は非退化な孤立特異点に分離することができる！そのような孤立した非退化な特異点の数を、無限小に張り合わせた点の数である。
詳しくは、もうひとつ別の函数の芽 g を原点で非特異として、新しい函数の芽 h := f + εg を考える。ここで ε は充分に小さくとる。ε = 0 であれば、h = f である。函数 h のことを f のモース化(morsification)と言う。h の特異点の計算は非常に難しく、実際、計算が無可能かもしれない。この無限小に貼り合わせることができるときの点の数、f の局所多重度は、正確に f のミルナー数に一致する。

## 代数的解釈
ある代数的なテクニックを使い、f のミルナー数を容易に計算することができる。{\displaystyle {\mathcal {O}}} により の函数の芽 {\displaystyle (\mathbb {C} ^{n},0)\to (\mathbb {C} ,0)} の環を表すことにする。{\displaystyle J_{f}} によりヤコビイデアルを表すとすると、
{\displaystyle J_{f}:=\left\langle {\frac {\partial f}{\partial z_{i}}}:1\leq i\leq n\right\rangle .}
が成り立つ。すると、f の局所代数は次の式の商空間の代数によって与えられる。
{\displaystyle {\mathcal {A}}_{f}:={\mathcal {O}}/J_{f}.}
この商空間は有限次元ではないかもしれないが、ベクトル空間であることに注意する。するとミルナー数は次の式の局所代数の複素次元に等しくなる。
{\displaystyle \mu (f)=\dim _{\mathbb {C} }{\mathcal {A}}_{f}\ .}
このことは、ヒルベルトの零点定理(Nullstellensatz)から従う。ヒルベルトの零点定理とは、{\displaystyle \mu (f)} が有限であることと、原点が f の孤立した特異点である、つまり、0 のある近傍が {\displaystyle \mathbb {C} ^{n}} の中に存在し、f の唯一の特異点が 0 の近傍の中にあることとは同値であるという定理である。

## 例
ここに 2 変数のいくつかの例を挙げる。変数がひとつだけだとあまりにも単純すぎ、テクニックに関する感覚を持つことができないのに対し、3 変数ではあまりにトリッキーになってしまう可能を持っている。2 は素晴らしい例となっている。また多項式にこだわることとする。f が正則であるだけで多項式でない場合は、f のべき級数展開を用いることになる。

### 例１
0 で非退化な特異点を持つ函数の芽を考える、云わば、{\displaystyle f(x,y)=x^{2}+y^{2}} とする。ヤコビイデアルは、ちょうど {\displaystyle \langle 2x,2y\rangle =\langle x,y\rangle } となる。局所代数を次のように計算する。
{\displaystyle {\mathcal {A}}_{f}={\mathcal {O}}/\langle x,y\rangle =\langle 1\rangle .}
これが正しい理由を知るために、アダマールの補題(Hadamard's lemma)を使うことができる。この補題は任意の函数 {\displaystyle h\in {\mathcal {O}}} を
{\displaystyle h(x,y)=k+xh_{1}(x,y)+yh_{2}(x,y)}
と書くことができるという補題で、定数 k と函数 {\displaystyle h_{1}} と {\displaystyle h_{2}} が {\displaystyle {\mathcal {O}}} の中に存在するという補題である（ここに {\displaystyle h_{1}} あるいは {\displaystyle h_{2}} あるいはその両方は定数のゼロかもしれない）。それで x と y の剰余での函数的な多重度を h として定数と書くことができる。定数函数の空間は、1 で張られるので、{\displaystyle {\mathcal {A}}_{f}=\langle 1\rangle } となる。
このことからは μ(f) = 1 であることが従う。0 で非退化な特異点を持つ任意の函数の芽 g に対し、μ(g) = 1 であることを評価することは容易である。
非特異な函数の芽 g に対しこの方法を適用し、μ(g) = 0 を得ることができることに注意すること。

### 例２
{\displaystyle f(x,y)=x^{3}+xy^{2}} とすると、
{\displaystyle {\mathcal {A}}_{f}={\mathcal {O}}/\langle 3x^{2}-y^{2},xy\rangle =\langle 1,x,y,x^{2}\rangle .}
が成り立つので、この場合は、{\displaystyle \mu (f)=4} となる。

### 例３
{\displaystyle f(x,y)=x^{2}y^{2}+y^{3}} ならば、{\displaystyle \mu (f)=\infty } であることを示す。
このことは、f がx-軸の任意の点で特異であるという事実によって説明することができる。

## バーサルな変形
f が有限のミルナー数 μ を持っているとし、{\displaystyle g_{1},\ldots ,g_{\mu }} をベクトル空間と考えて局所代数の基底とすると、f のミニバーサルな変形は次で与えられる。
{\displaystyle F:(\mathbb {C} ^{n}\times \mathbb {C} ^{\mu },0)\to (\mathbb {C} ,0),}
{\displaystyle F(z,a):=f(z)+a_{1}g_{1}(z)+\cdots +a_{\mu }g_{\mu }(z),}
ここに、 {\displaystyle (a_{1},\dots ,a_{\mu })\in \mathbb {C} ^{\mu }} である。
これらの変形（あるいはアンフォールディング(unfolding)）は多くの科学で非常に興味を持たれている。

## 不変性
函数の芽を集めて、同値類を構成することができる。ひとつの標準的な同値は、A-同値である。2 つの函数の芽 {\displaystyle f,g:(\mathbb {C} ^{n},0)\to (\mathbb {C} ,0)} が A-同値とは、微分同相な函数の芽 {\displaystyle \phi :(\mathbb {C} ^{n},0)\to (\mathbb {C} ^{n},0)} と {\displaystyle \psi :(\mathbb {C} ,0)\to (\mathbb {C} ,0)} が存在し、{\displaystyle f\circ \phi =\psi \circ g} となる、つまり、f を g とする函数の定義域も値域の両方の微分同相な変数変換が存在することを言う。
ミルナー数は、函数の芽に対して完全な不変量を提示はしない。f と g が A-同値であれば、 μ(f) = μ(g) であるが、逆は正しくない。μ(f) = μ(g) である函数の芽 f と g が A-同値でないことがある。このことを見るためには、{\displaystyle f(x,y)=x^{3}+y^{3}} と {\displaystyle g(x,y)=x^{2}+y^{5}} を考える。すると {\displaystyle \mu (f)=\mu (g)=4} であるが、f と g は明らかに A-同値ではない。なぜならば、f のヘッシアンはゼロであり、一方、g のヘッシアンはゼロではない（ヘッシアンのランクはA-同値であることは容易にわかる）。